# Так близко к горизонту
«Так близко к горизонту» (нем. Dem Horizont so nah) — романтическая мелодрама от режиссёра Тима Трахте, снятая по одноимённому автобиографическому бестселлеру писательницы Джессики Кох, который считается одним из самых успешных романов последних лет. Главные роли в фильме исполнили Луна Ведлер и Янник Шюман. 
Премьера фильма в Германии состоялась 10 октября 2019 года. В России он выйдет в прокат 23 января 2020 года.

## Сюжет
Они встретили друг друга на рассвете своей взрослой жизни, когда чувства побеждают страх и преодолевают любые преграды. Молодые и влюбленные, они проводят вместе каждую секунду. Но любовь с первого взгляда не может длиться вечно, и на это есть серьезная причина…

## В ролях
| Актёр           | Роль         |
| --------------- | ------------ |
| Луна Ведлер     | Джессика Кох |
| Янник Шюман     | Дэнни Тейлор |
| Луиза Бефорт    | Тина         |
| Джэйми Бик      | Вибке        |
| Никола Грюндель | доктор Кирх  |
| Генри Хорн      | Джейкоб      |
| Кристин Хунольд | Ванесса      |
| Штефан Кампвирт | Руфус Кох    |
| Фредерик Лау    | Доган        |

## Производство
Фильм «Так близко горизонту» основан на одноименном биографическом романе писательницы Джессики Кох 2016 года: на первой части трилогии. В первые же недели после публикации книга заняла первое место в списке бестселлеров Amazon. Картина была снята продюсерской компанией Pantaleon Films, основанной Матиасом Швайгёфером.
Съемки проходили в Кёльне и Мюнхене (Германия), а также в Португалии с 18 сентября по 15 ноября 2018 года.
В фильме звучит саундтрек «To Love Somebody» Scott Matthew.

## Релиз
Оригинальный трейлер фильма компания StudioCanal опубликовала 4 июля 2019 года, локализованная версия появилась в интернете 10 октября.